# JR貨物UT12A形コンテナ
UT12A形コンテナ（UT12Aがたコンテナ）は、日本貨物鉄道（JR貨物）輸送用として籍を編入している、20 ft形の私有コンテナ（タンクコンテナ）である。

## 概要
本形式の数字部位 「 12 」は、コンテナの容積を元に決定される。このコンテナ容積12㎥の算出は、厳密には端数四捨五入計算の為に、内容積11.5 - 12.4㎥の間に属するコンテナが対象となる。
また形式末尾のアルファベット一桁部位 「 A 」は、コンテナの使用用途（主たる目的）が 「 普通品（非危険品の輸送）」を表す記号として付与されている。

## 番台毎の概要

### 5000番台
5001, 5002
菱成産業（現・三菱化学物流）所有。総重量13.5t。ポリオレフィンの一種であるアルファオレフィン専用。タンクを囲むフレームが付属している。
5003 - 5100
三井物産（三井化学）所有。総重量13.5t。テレフタル酸専用。タンクを囲むフレームは取り付けられていない。
※全て8000番台へ改番され現存しない。

### 8000番台
8001 - 8098（5000番台より改番）
三井化学所有。総重量は5000番台より2t多い15.5t。テレフタル酸専用。タンクを囲むフレームは取り付けられていない。総重量がISO規格を超えているため、本体に規格外マーク（通称ハローマーク）が表示されており、マークの右下にG（総重量の超越を意味する）と表記されている。
この表記以外にも、「コキ100限定」「大竹駅 - 沼津駅専用」「最大総重量G=15.5t」という表記がある。

## 特記事項

### アルファオレフィン専用コンテナの運用
詳細については不明で、所有者や専用種別の変更か別形式への転用、あるいは用途を廃止して既に存在しない可能性が高い。

### テレフタル酸専用コンテナの運用
三井化学・三井物産が所有するコンテナは、大竹駅と沼津駅の間で運用されている。沼津駅で貨物列車から降ろされたコンテナはトレーラーに積み替えられて、静岡県富士宮市の富士写真フイルム製造工場に配送され、フィルムの原材料として消費される。
工場内で既にテレフタル酸を降ろしたコンテナは、搬入されてきたコンテナと入れ違いでトレーラーに積み込まれ、沼津駅まで運ばれたあと、貨車積みされて大竹駅へ返却される。大竹駅周辺には、三井化学岩国大竹工場があり、ここでテレフタル酸の充填を行い、再び沼津駅まで貨物列車で運ばれる。

### 沼津駅で荷扱いを行う理由
前述したように、テレフタル酸専用コンテナの場合、積荷の発送先は富士宮市内だが、コンテナの積み下ろしは最寄の富士駅ではなく、5駅先（上り方面を基準）の沼津駅で行われている。富士駅は貨物用の敷地内に設けられているホームの長さが短いため、テレフタル酸用を含めた20ftコンテナの積み下ろしは行っておらず、また次の吉原駅では貨物の取り扱いはあるものの、ここでも20ftコンテナの積み下ろしは行われていない。一方の沼津駅には20ftコンテナを扱えるように、ホームに余裕を持たせてあるため、ここで荷扱いを行っている。

## 外部サイト
- コンテナの絵本
- コンテナ日和